# Guillermo Campos
Guillermo Effio Ubillus (Lima, 6 de abril de 1928-Lima, 10 de enero de 2021), conocido por su nombre artístico Guillermo Campos, fue un actor cómico peruano, que alcanzó reconocimiento al haber formado parte de diferentes programas humorísticos, contando con una amplia trayectoria en televisión nacional.

## Biografía
Nació el 6 de abril de 1928 en la capital peruana Lima, bajo el nombre de Guillermo Effio Ubillus. Proveniente de una familia de clase media baja, empezó su carrera artística a los dieciséis años como cantante. Gracias a ello, le ha permitido incursionarse en la radio bajo el nombre artístico de Guillermo Campos, utilizando su nombre real y el apellido de uno de sus amigos de la infancia, debido a que su padre no estaba de acuerdo con su incursión artística.
Sin dejar de lado a su faceta musical, Campos participó en el reparto principal de las películas Nemesio en 1969 y Allpa Kallpa en 1975, en ambas protagonizadas por el actor cómico Tulio Loza.[cita requerida]
Pero fue hasta el año 1980, cuando le llegaría la oportunidad de formar parte del programa cómico peruano Risas y salsa, aquella que la llevaría al estrellato, hasta su renuncia en el año 1988, volviendo años más tarde en 1995. Durante su estadía en Risas y salsa, se destacó con su personaje de «Cachambembe» en la secuencia La banda del choclito allá por los 1980s, y en la década siguiente en Cómo me gustan las mujeres, en el cual Campos interpretaba al «Feo», empleado de la bodega de «Mañuco» (interpretado por Elmer Alfaro), quién interrumpía cada vez que «Mañuco» se estaba yendo junto a las vedettes que lo acompañaban. Tras su renuncia, fue parte del programa cómico La máquina de la risa, protagonizando el show al lado del fallecido actor Ricky Tosso en 1988 y más tarde, en los otros formatos Las mil y una de Carlos Álvarez y El enchufe entre los años 1989 y 1994.[cita requerida]
Como cantante, grabó la canción «Miénteme otra vez» al lado del artista peruano Julio Andrade en 1990, además de haber contado con un amplio repertorio musical.
Tras varios años de ausencia, regresó a la televisión en el año 2010, participando en la teleserie Chico de mi barrio, asumiendo el papel de don Honorio. Al año siguiente, fue parte del spin-off Risas y salsa: Nueva generación, volviendo a interpretar a su personaje cómico «el Feo», compartiendo escena al lado de las figuras cómicas actuales Alfredo Benavides, Manolo Rojas, Lucecita Ceballos y Enrique Espejo, sin conseguir el éxito.
Ya retirado de la televisión peruana, Campos pasó sus últimos años como vendedor de sus discos musicales en las calles del distrito de Comas, lugar donde vivió con su última esposa Julia Quispe. Siendo detectado con insuficiencia renal y la diabetes que lo aquejaba, Campos fue llevado de emergencia al Hospital Guillermo Almenara Irigoyen en abril de 2014, siendo dado de alta en octubre de ese año. Al poco tiempo, Campos volvió a caer en cama, en el cual comenzó a pedir ayuda a los medios de comunicación locales y al Estado Peruano por la situación de su salud, permaneciendo en silla de ruedas, añadiendo sus complicaciones de asma y la columna. Pese a lo sucedido, Campos obtuvo la condecoración de «Personalidad Meritoria de la Cultura» en el año 2018.
Su salud se agravó en el año 2020, donde fue llevado de nuevo a unidad de cuidados intensivos, falleciendo el 10 de enero de 2021 a la edad de 92 años. La Municipalidad de Lima y el Ministerio de Cultura del Perú mostraron las condolencias por su partida, así como otros artistas como Cristian Rivero y Paul Martin. Sus restos fueron enterrados en el Parque del Recuerdo del Callao, en una ceremonia en privado con amigos y familiares.

## Filmografía

### Televisión
| Año       | Título                          | Rol          | Emisión                 |
| --------- | ------------------------------- | ------------ | ----------------------- |
| 1980-1988 | Risas y salsa                   | Actor cómico | Panamericana Televisión |
| 1997-1999 | Risas y salsa                   | Actor cómico | Panamericana Televisión |
| 1988      | La máquina de la risa           | Actor cómico | América Televisión      |
| 1989-1995 | Las mil y una de Carlos Álvarez | Actor cómico | Frecuencia Latina       |
| 1993-1994 | El enchufe                      | Actor cómico | América Televisión      |
| 2010      | Chico de mi barrio              | Don Honorio  | Panamericana Televisión |
| 2011      | Risas y salsa: Nueva generación | Actor cómico | Panamericana Televisión |

### Cine
- Nemesio (1969)
- Allpa Kallpa (1974)
- El inquisidor: las brujas desnudas (1975)

## Reconocimientos
- «Personalidad Meritoria de la Cultura» (2018)